# Mangosta de Dybowsky
La mangosta de Dybowsky (Dologale dybowskii) és un carnívor de la família de les mangostes que viu a l'Àfrica central. Fou anomenada en honor del botànic i explorador francès Jean Dybowski.

## Descripció
És una de les espècies més petites de la família. El cos mesura 25-33 cm, la cua 16-23 cm i té un pes de 300 a 400 g. El pelatge curt i suau és de color marronós al cos i les potes, mentre que al ventre i al cap és gris, sent aquest últim d'una tonalitat més fosca. Té unes urpes fortes i llargues a les potes del davant.
De vegades se la confon amb la mangosta nana, a causa de la seva semblança en mida i aspecte. No obstant això, la mangosta nana té un solc al llavi superior, un paladar més llarg i unes dents més fortes que la mangosta de Dybowsky.

## Distribució i hàbitat
S'estén per la República Centreafricana, el nord-est de la República Democràtica del Congo, el sud del Sudan i l'oest d'Uganda.
Viu en una àmplia gamma d'hàbitats que van des de les ribes del llac Albert a les pastures boscoses de les muntanyes Imatong. També se l'ha vist als boscos de sabana de Mubende (Uganda) i per aquesta raó, sovint se l'ha anomenada mangosta de sabana africana.

## Comportament
La informació que es coneix del comportament d'aquesta espècie de mangosta és relativament poca. No obstant això, s'han fet hipòtesis que és un animal parcialment diürn que es refugia en termiters i arbres. Les seves llargues urpes suggereixen alguna mena de comportament d'excavació, però no hi ha suficients estudies per poder assegurar-ho. El seu comportament social no és clar, donat que no se l'ha vist en grups, així com tampoc hi ha informació disponible del seu comportament reproductiu.

## Dieta
Els hàbits alimentaris de la mangosta de Dybowsky no estan clars, encara que les seves urpes, així com la manca d'especialització de la seva dentadura, suggereixen que podria alimentar-se d'invertebrats, com tèrmits i altres insectes, i petits vertebrats.

## Ecosistema
No hi proves directes que vinculin la mangosta de Dybowsky a cap paper concret dins dels ecosistemes en els que habita, però, a causa del seu hàbitat i la hipòtesi sobre la seva dieta, es pot suposar que afecta les poblacions de plantes, invertebrats i petits vertebrats.